# Futuro Terror
Futuro Terror fue una banda de post-punk originaria de Alicante, activa entre 2012 y 2023. Su música combinaba la urgencia del punk con melodías pop, abordando temáticas sociales y políticas en sus letras.

## Historia
Formada en 2012 en Alicante, la banda estuvo integrada por Jose Pazos (voz y guitarra), Néstor Sevillano (bajo) y Joan Caturla (batería, hasta 2016). Héctor Bardisa y, más adelante Óscar Mezquita, también formaron parte del grupo. Desde sus inicios, Futuro Terror destacó por su sonido crudo y directo, y por una actitud claramente influida por el punk de los años 80. Su primer álbum homónimo fue publicado en 2014 y recibió atención por parte de medios especializados en música alternativa.
A lo largo de su carrera, el grupo mantuvo una producción constante, evolucionando hacia un sonido más oscuro y melódico sin abandonar la intensidad de sus primeras grabaciones. En septiembre de 2023, Futuro Terror anunció su separación, lanzando su último álbum, Presente, y realizando un único concierto de despedida en diciembre del mismo año en la sala Copérnico de Madrid.

## Estilo musical y temáticas
La banda se caracterizó por fusionar pop con elementos del post-punk. Sus letras abordaban temas como el antifascismo, la crítica social y la distopía contemporánea. En una entrevista, José Pazos expresó que el proyecto de Futuro Terror dejaba de tener sentido porque "ese futuro distópico sobre el que hemos escrito tantas veces ya está aquí. Es nuestro presente".

## Discografía
- Futuro Terror (2014, Discos Humeantes)
- Su Nombre Real es Otro (2016, BCore Disc)
- Precipicio (2017, BCore Disc)
- Sangre (2020, Humo Internacional)
- Presente (2023, Humo Internacional)[2][3]

## Miembros
- José Pazos – voz y guitarra
- Néstor Sevillano – bajo
- Joan Caturla – batería (2012–2016)
- Héctor Bardisa – batería (2016–2019)
- Óscar Mezquita – batería (2019–2023)